# Eilema stictigramma
Eilema stictigramma là một loài bướm đêm thuộc phân họ Arctiinae, họ Erebidae.